# Narodni park Serengeti
Narodni park Serengeti leži na meji med Kenijo in Tanzanijo v južni Afriki. Pokriva 14.763 km² in je eden najzanimivejših narodnih parkov v Afriki.
Na prostranih planjavah so pašne živali, kot so zebre, gnuji in gazele neprestano v gibanju v iskanju sveže trave in opazovane s strani mnogih plenilcev. Lev vrste Panthera leo melanochaita, afriški leopard (Panthera pardus pardus) in Južnoafriški gepard (Acinonyx jubatus raineyi) so stalni prebivalci te savane. Tu se odvija tudi vsakoletna slavna migracija gnujev, zaradi česar je ta park eden najveličastnejših v Afriki.

## Etimologija
Ime "Serengeti" je približek besede siringet, ki so jo Masaji uporabljali za območje, in pomeni »kraj, kjer se pokrajina nadaljuje v neskončnost«.

## Zgodovina
Leta 1930 je bilo območje 2286 kvadratnih kilometrov določeno kot rezervat divjadi v južnem in vzhodnem Serengetiju. V 1930-ih je vlada Tanganjike vzpostavila sistem narodnih parkov v skladu s Konvencijo o ohranjanju favne in flore v njihovem naravnem stanju ( Convention Relative to the Preservation of Fauna and Flora in their Natural State, London, 14. januar 1936). Območje je postalo narodni park leta 1940. Leta 1940 je dobilo strogo zaščito. Leta 1948 je bil ustanovljen upravni odbor narodnega parka Serengeti, ki ga je upravljal. Vlada je omejila gibanje prebivalcev Masajev, meje parka pa so bile dokončno oblikovane leta 1951. Leta 1959 je bilo območje 8300 km²  odcepljeno v vzhodnem delu narodnega parka in ponovno ustanovljeno kot zavarovano območje Ngorongoro, namenjeno prilagajanju tradicionalnih interesov ljudstva Masaj za rabo zemljišč na območju z več rabami zemljišč. Leta 1981 je narodni park Serengeti obsegal 12.950 km², kar je bilo manj kot polovica Serengetija.
Serengeti je zaslovel po tem, ko sta Bernhard Grzimek in njegov sin Michael leta 1959 izdelala knjigo in dokumentarec z naslovom Serengeti Shall Not Die. Leta 1960 je prejel oskarja za najboljši dokumentarni celovečerec. Film pripoveduje o začetkih narodnega parka Serengeti v Tanzaniji. Konec 1950-ih je uprava tanzanijskega narodnega parka želela ograditi zavarovano območje okoli kraterja Ngorongoro. Bernharda in Michaela Grzimeka je uprava narodnega parka povabila leta 1957, da bi dobila natančno sliko o migracijah živali in da bi upravi narodnega parka zagotovila vrednote, ki so jih potrebovali za svoj projekt. Z novo metodo štetja z dvema letaloma sta Grzimekova ugotovila, da je selitev čred drugačna, kot je bilo predvideno.

## Geografija
Park pokriva 14.750 km² travnatih ravnic, savan, obrečnih gozdov in redkih gozdov. Park leži v severozahodni Tanzaniji, na severu meji na kenijsko mejo, kjer se nadaljuje z narodnim rezervatom Masai Mara. Jugovzhodno od parka je Zavarovano območje Ngorongoro, na jugozahodu leži lovski rezervat Maswa, na zahodu sta rezervata Ikorongo in Grumeti, na severovzhodu in vzhodu pa je območje za nadzor divjadi Loliondo.
Pokrajina planote Serengeti je izjemno raznolika, od savane do hribovitih gozdov in odprtih travnikov. Geografska raznolikost regije je posledica ekstremnih vremenskih razmer, ki pestijo območje, zlasti močne kombinacije vročine in vetra. Različni habitati v regiji morda izvirajo iz vrste vulkanov, katerih dejavnost je oblikovala osnovne geografske značilnosti ravnice z dodajanjem gora in kraterjev pokrajini.
Reka Mara, ki teče skozi rezervat Masai Mara od kenijskega visokogorja do Viktorijinega jezera, je edina stalno tekoča reka v ekosistemu Serengeti.
Park je razdeljen na tri regije:
- Nižine Serengeti: najbolj znana značilnost Serengetija je skoraj brez drevesni travnik na jugu. Ima osamelce, granitne formacije, ki služijo kot opazovalne točke za plenilce. Vulkansko travinje je edafska rastlinska skupnost, ki raste na tleh, pridobljenih iz vulkanskega pepela iz bližnjih vulkanov.
- Zahodni koridor: glavna geografska značilnost sta reki Grumeti in Mbalageti. Obstajajo velike skupine obrečnih gozdov in nekaj manjših gorskih verig. Velika selitev poteka skozi koridor od maja do julija. Razteza se do Viktorijinega jezera. Območje je položnejše od severnih delov parka in gosteje pokrito z rastlinami kot južne ravnice.
- Severni Serengeti: v pokrajini prevladujejo odprti gozdovi, pretežno Commiphora in hribi, ki segajo od Seronere na jugu do reke Mara na kenijski meji. Je oddaljen in razmeroma nedostopen del.

V parku je prepovedano prebivanje ljudi, razen osebja uprave za nacionalne parke Tanzanije, raziskovalcev in osebja različnih koč, kampov in hotelov. Glavno naselje je Seronera s svojo primarno letalsko stezo.

### Podnebje
Podnebje v Serengetiju je po navadi suho in toplo s temperaturami med 15 in 25 Cº. Kratka deževna doba je med novembrom in januarjem, dolga pa med marcem in majem, ko nalivi trajajo tudi po pol dneva ali več. Od junija do oktobra je sušna doba. Najhladneje je julija, ko temperature pade na 12 Cº. Jutra in večeri so prijetno hladni čez vse leto.

### Savana
Narodni park Serengeti sestavljajo travniki, gozdovi, ravnice, skale in močvirja, kar skupaj predstavlja savano. Savana je splošni naziv za katerokoli vrsto delno nerodovitne, suhe pokrajine, od travnikov do gozdov in mešanih področij. Savane pokrivajo tretjino svetovne kopenske površine in lahko vsebujejo več živali kot katerakoli druga vrsta pokrajine.
Eden izmed tipičnih pojavov v savani je požar. Če travo v savani ne pojedo živali ali ne pomrzne, bo pogorela. S tako velikim potencialom v številu prebivalcev in številnimi požari so savane zelo spreminjajoči se kraji. Zaradi tega so zelo zanimive za znanstvenike in pomembne za razumevanje medsebojnih vplivov v naravi.

#### Pogosta drevesa v savani
Kigelia africana (angleško Sausage tree) je veliko drevo, ki ga  najdemo rasti samostojno povsod po Serengetiju. Rodi značilne, 1 m dolge, sočne, strupene plodove, ki padejo na tla in sprostijo semena, ko zgnije meso ploda. Med ljudmi na tem območju je znana šala, da je najslabše mesto za taborjenje pod tem drevesom, saj če te ne ubije plod, ki pade z njega, te bodo zagotovo pokončali sloni, ki pobirajo te plodove.
Divja datljeva palma (Phoenix reclinata) (angleško Wild Date Palm) je najbolj razširjena vrsta palme v Serengetiju, ki jo najdemo ob rečnih obalah in močvirjih. Žile v palmovih listih so vzporedne in niso razvejane, kar pomeni da so sorodnice trav, lilij, banan in orhidej. Plodovi so užitni, čeprav zelo neprijetnega okusa. Gost, sladek sok se predeluje v palmino vino. Drevo ponuja prijetno dišečo senco.
Acacia tortilis (angleško Umbrella tree) je drevo, ki nas vse spominja na Afriko. Ta akacija s svojo ploščato široko krošnjo krasi ravnice Serengetija. Seme imajo zelo radi sloni. Ker seme ni odporno proti ognju, so v zadnjih stotih letih nova drevesa lahko pognala le dvakrat. Vse te akacije v Serengetiju so zato stare 100 ali pa 20 let.

### Obrečni gozdovi
Obrečni gozdovi so poseben in redek življenjski prostor v narodnem parku Serengeti. Dolge reke, ki so večino leta suhe, vodnate so decembra in od marca do maja. Tudi med sušno dobo ostane zemlja prepojena z vodo. Ker imajo ta območja več vode lahko tu raste tudi gost gozd zimzelenih dreves. Obrečna drevesa spreminjajo okolje pod njimi, kar jih naredi za poseben habitat za druge rastline, žuželke, ptice ter druge živali.
V tem okolju je veliko žuželk - mravelj, hroščev in termitov na gozdnih tleh, oblakov muh, os, čebel in visoko letečih metuljev.
Senca pod prepletenimi vejami obrečnega gozda omogoča prsti in zraku, da ostaneta vlažna. Gozdna tla so pokrita z rastlinami, ki jim ustreza senca, kar vključuje kukavičevke in veliko plezajočih rastlin.
Med debelo plastjo odpadlih listov živi neverjetno veliko vrst žab, kuščarjev ter kač. V gozdu najdejo svoj dom žužkojedi ter glodavci kot so podgana, rovke, ter različne vrste mangust. Rastlinojedi, kot so dik dik, hulež in razne vrste impal so pogosti v obrečnih gozdovih zaradi bogate hrane in gostega rastlinja. Visoko v krošnjah živijo zamorske mačke in sramežljivi galagi, ki se ponoči oglašajo s svojimi kričečimi klici. Tam so tudi živali, kot so levi, hijene, bivoli in sloni, ki večinoma živijo na travnatih območjih, v gozd pa pridejo po senco ter počitek.
V rekah, osenčenih z drevesi, počiva nilski krokodil. Nilski konji preživljajo dneve potopljeni v reko ali pa v njihovih zelenih bazenih med sušno dobo. Krokodili ter nilski konji se med sušno dobo presenetljivo dobro razumejo, čeprav so stisnjeni v majhnih bazenih.

### Obširne ravnice in letna selitev
Ena do tri milijone let nazaj, med dobo pleistocena sta kamenje in pepel vulkanov iz območja Ngorongora pokrila območje, ki ga danes imenujemo ravnice Serengetija. Vulkanski pepel na ravnicah povzroča posebno vrsto prsti, ki vsebuje veliko soli, zato je v prsti prisotnega veliko kalija in natrija. Med sezonskim deževjem se te soli sperejo globlje v prst. Je zelo primerna za rast trav, saj preprečuje rast drevesom in zadržuje vodo blizu površine.
Ravnice Serengetija zajemajo južno polovico območja Serengetija  in so eden izmed razlogov letne selitve bivolov. Potem, ko bivoli preživijo sušno obdobje v vlažnejšem severnem gozdu Serengetija, se v obdobjih deževja selijo na planoto Serengeti.
Ravnice Serengetija imajo tri območja travnih ravnic. 
- Nizkotravna ravnica se začne v Ngorongoru, obkroži reko Oldupai in se razširi v narodni park Serengeti.
- Srednjetravna ravnica oblikuje lunin srp severno ter zahodno od nizkotravnih ravnic.
- Visokotravna ravnica, ki je severno od srednjetravne ravnice in okoli Seronere.

V času deževne dobe plitva prst, ki zadržuje vodo vzdržuje planoto v dobrem produktivnem stanju.
Ob obili hrane, samice bivolov skotijo mladiče. V času deževja se tudi roparice zredijo, saj imajo ob velikem številu neizkušenih mladičkov levi, gepardi in hijene živo hrano v velikih količinah.
Kakor se sušna doba približuje, se sezonski vodnjaki izsušijo, zaradi česar trava spremeni barvo v zlato. Takrat začnejo bivoli s svojo selitvijo. Thompsonove gazele, Grantove zebre, svinje bradavičarke in noji ostanejo ter se še naprej hranijo s posušenimi rastlinami ravnic. Le vrste, ki zdržijo brez vode dolgo časa in živijo na redkem rastlinstvu lahko ostanejo na ravnicah med sušno dobo.
Bolj kot se živali pasejo in jedo travo, hitreje raste ter vsebuje več vode in hranljivih snovi.

### Pokrajine redkih dreves
Pokrajina z redkimi drevesi (angleško Woodlands) je splošen izraz za savano s posameznimi drevesi razporejenimi po travnati pokrajini. Tam je dovolj svetlobe za povzročitev požarov. Tukaj lahko naletimo na bivola, žirafo, slona in impalo.
V Serengetiju so tri glavne vrste teh pokrajine:
- Pokrajina akacije je v osrednjem ter zahodnem delu parka, ki ima zmerne količine padavin. Tam raste 38 znanih vrst akacije od katerih deset vrst predstavlja več kot polovico vseh akacij. Najbolj pogosta vrsta je akacija robusta, ki raste na vrhovih hribov in jo z lahkoto prepoznamo zaradi njenih peresom podobnih listov.
- Terminalia mollis je na severu parka, kjer pade največ padavin. Tam je vrsta drevesa, katere vsi primerki so že stari in veliki.
- Commiphora je na vzhodu Serengetija, kjer je najmanj padavin. Je mešanica dreves akacije in commiphore. Vrsta commiphora ni odporna na ogenj kot akacija. Zaradi malo padavin ter malega števila ljudi v tem delu parka je tudi požarov manj, kar omogoča Commiphori preživetje.

## Geologija
Podlaga je sestavljena iz zelenih kamnov Archaen Nyanzian System (starost 2,81–2,63 Ga), arhajskih granit-gnajsnih magmatskih vdorov (2,72–2,56 Ga), ki so bili dvignjeni pred 180 Ma), in tvorijo osamelce in podolgovate hribe, neoproterozojskega mozambiškega pasu (je pas v zemeljski skorji, ki se razteza od vzhodne Antarktike preko vzhodne Afrike do Arabsko-nubijskega ščita), sestavljen iz kvarcita in granita ter neoproterozojska skupina Ikorongo, sestavljena iz peščenjaka, skrilavca in meljevca, ki tvorijo linearne grebene. Jugovzhodni del parka vsebuje neogensko staro vulkansko kamnino in holocenski vulkanski pepel Ol Doinyo Lengaija. Reke Grumeti, Mara, Mbalageti in Orangi tečejo proti zahodu do Viktorijinega jezera, medtem ko reka Oldupai teče proti vzhodu v močvirje Olbalbal.
Na vzhodnem delu parka leži vulkansko travišče Serengeti, ki je ekoregija tropska in subtropska travišča, savana in makija. Travišča rastejo na usedlinah vulkanskega pepela iz vulkana Kerimasi, ki je izbruhnil pred 150.000 leti, in tudi iz vulkanskih izbruhov Ol Doinyo Lengai, ki so ustvarili plasti travertina in kalcitne trde prsti (vertizol) zaradi hitrega preperevanja natrokarbonatne lave, ki jo proizvajajo vulkani.

### Osamelci
Pod plastmi vulkanskih kamnin in pepela, ki ustvarjata zemljo Serengetija je debela plast zelo stare metamorfne kamnine. Pozno v predkambriju si je velikanski mehur tekočega granita izsilil pot na površje iz tekočih plasti pod Zemljino skorjo v Tanganjiški ščit. Danes, ko se mehkejše metamorfne kamnine ščita odmikajo, je vrh plasti granita odkrit, kar oblikuje osamelce. Granit je razpokan zaradi nenehnega segrevanja in hlajenja pod afriškim soncem ter oblikovan v zanimive oblike zaradi vetra, ki vsebuje pesek. Večina osamelcev je zaobljene oblike.
Osamelci so zelo drugačna od bližnjih travnatih ter gozdnih območij. Med drugim ponujajo zaščito pred požari, okoli njih je dosti vode, razpoke in luknje v njih pa služijo kot zatočišča živalim. Na njih raste na več vrst rastlin, ki ne rastejo na okoliških travnikih. Veliko živali živi le na osamelcih zaradi posebnih rastlin, ki tam rastejo ter številnih skrivalnih mest. Te živali so tako žuželke, kuščarji in kače kot tudi miši, nekoliko večji levi ter gepardi, ki tam skrivajo svoje mladiče. Zanimiv sesalec, ki živi le na osamelcih, je pečinar vrste Procavia capensis. Je velikosti in oblike žoge za ragbi. Je rastlinojed, in se hrani z zelišči in travami okoli osamelcev. Prebudi se, ko zaide sonce.

## Lovci in plen
V Serengetiju »lovec in plen« prikliče podobo močnega rjavega leva ali pikčastega leoparda kako se zaganja v krdelo nežnih gazel. Res je, da se na teh velikih ravnicah ta prizor ponavlja in je zelo nazoren, a vendarle so skorajda vsa bitja tam lovci ali plen, pogosto pa kar oboje.
Tudi najbolj neizkušenemu opazovalcu je jasno, da so veliki sorodniki mačk, divji psi in hijene s svojimi močnimi telesi in hitrostjo, ostrimi zobmi in kremplji za trganje mesa odlično razviti ubijalci. A vendarle verjetno ni bolj neizprosnih lovcev v Serengetiju od skupine ihneumonov, ter ni bolje sestavljenega stroja za ubijanje od bogomolke. Čeprav so impresivni, veliki lovci prispevajo majhen delež v celotnem kroženju energije v tem življenjskem okolju.
Manjše mačke, risi, servali, divji psi, lisice, ihneumoni, ujede, ježi, rovke, krokodili in kače sestavljajo veliko skupino lovcev, ki lovijo drug drugega. Malo nižje na lestvici so mravlje, ki delujejo v skupinah sestavljenih iz sto tisoč vojakov, ki morijo in ropajo tako učinkovito, da bi bilo strahotno, če bi katere malo večje živali imele take sposobnosti. Rastlinojede gazele so običajen primer žrtve, vendar pozabljamo, da rastline tudi ne marajo biti pojedene, in se zato nekatere branijo na izjemno zanimive in zahtevne načine. Nekatere vsebujejo strup, ki povzroči zdravstvene težave ali celo smrt vsakomur, ki jih poje. Nekatere rastline rastejo ispod neužitnih rastlin, ki jim služijo kot zaščita, ali pa hranijo svoje najbolj vitalne dele ispod zemlje. Akacijino drevo proizvede neštete trne, da bi se zaščitilo, nekatere rastline pa ponujajo primerno bivališče pekočim mravljam, ki odganjajo druge živali. 
Oblika je prilagojena namenu. HItrost in oblika gazele in leoparda so preprosto rezultat evolucijske dirke za preživetje med lovci in plenom. Akacijevo drevo in žirafa sta tako vplivali na obliko druga druge.

## Divje živali
Nacionalni park Serengeti tvori enoto za ohranjanje levov od leta 2005 skupaj z narodnim rezervatom Masai Mara. V tem ekosistemu živi več kot 3000 levov. Gostota populacije afriškega leoparda je ocenjena na 5,41 osebkov na 100 km² v sušni sezoni.
Črede afriških savanskih slonov so si opomogle od nizke populacije v 1980-ih, ki jo je povzročil krivolov in so do leta 2014 štele več kot 5000 osebkov. Populacija kafrskih bivolov (Syncerus caffer) se je med letoma 1976 in 1996 zaradi krivolova zmanjšala, vendar se je do leta 2008 povečala na 28.524 osebkov. Populacija črnega nosoroga se je v 1980-ih zaradi krivolova zmanjšala na približno 10 osebkov. Danes preživi manj kot 50 posameznikov, predvsem na območjih, kjer je manj verjetno, da jih bodo prizadeli požari. Nosorogi večinoma brskajo po travah, olesenelih rastlinah in cvetočih grmovnicah Indigofera, Acacia in Crotalaria.
Med druge mesojede sesalce spadajo južnoafriški gepard (Acinonyx jubatus jubatus), približno 3500 lisastih hijen (Crocuta crocuta), dve vrsti šakalov, afriški volk (Canis lupaster), medarski jazbec (Mellivora capensis),  karakal, serval, sedem vrst mungov in dve vrsti vider. Vzhodnoafriški divji pes je bil ponovno naseljen na območje leta 2012, potem ko je izginil leta 1991. Drugi sesalci so: podzemska svinjka, pižmova hijena (Proteles cristata), afriška divja mačka (Felis lybica), afriška cibetovka (Civettictis civetta), navadni ženet, zoril (Ictonyx striatus), afriška črtasta podlasica (Poecilogale albinucha), uhata lisica, pasavec (Smutsia temminckii), afriški ježevec (Hystrix cristata), tri vrste pečinarjev in puščavski zajec (Lepus capensis). V galerijskih gozdovih reke Grumeti lahko opazimo tudi primate, kot so rumeni pavijan (Papio cynocephalus) in savanski pavijan (Papio Anubis), opice Erythrocebus patas in zamorska mačka (Chlorocebus pygerythrus), navadna gvereza (Colobus guereza).
Med plazilci so nilski krokodil, leopardja želva (Stigmochelys pardalis), in Pelusios sinuatus, Agama agama (Agama agama), nilski varan (Varanus niloticus), kameleoni, afriški skalni piton (Python sebae), črna mamba, črnovrata pljuvajoča kobra (Naja nigricollis) in puhnica (Bitis arietans).
Ogledati si je mogoče več kot 500 vrst ptic, kot so: masajski noj (Struthio camelus massaicus), tajnik, orjaška droplja (Ardeotis kori), pegatka, Pternistis rufopictus, kovaška priba (Vanellus armatus), afriški golob ovratničar (Streptopelia roseogrisea), rdečekljuni bivolji tkalec (Bubalornis niger), južni talni kljunorožec (Bucorvus leadbeateri), sivi pavji žerjav, sveti ibis (Threskiornis aethiopicus) in čaplja govedarica (Bubulcus ibis), črna čaplja (Egretta ardesiaca), grebenokljuna raca (Sarkidiornis melanotos), afriška sedlarica (Ephippiorhynchus senegalensis), bela štorklja, orjaška čaplja (Ardea goliath), afriški marabu (Leptoptilos crumenifer), afriški nesit (Mycteria ibis), Burhinus capensis, mali plamenec (Phoenicopterus minor), čevljekljun, abdimska štorklja (Ciconia abdimii), senčar (Scopus umbretta), hadada ibis (Bostrychia hagedash), afriški jezerec (Haliaeetus vocifer), črnoooki pelikani (Pelecanus rufescens), tanzanijski rdečekljuni kljunorožec (Tockus ruahae), afriški orel (Polemaetus bellicosus), nilska gos (Alopochen aegyptiaca), rožnoglavi agaponis (Agapornis roseicollis), ostrožka (Plectropterus gambensis), bivolja žolna in številne vrste ujed.

### Velike migracije
Velika selitev je najdaljša kopenska migracija na svetu. Celotna migracijska pot je približno 800 km. Južno od te selitvene poti pokriva Zavarovano območje Ngorongoro, kjer se med januarjem in marcem rodi približno pol milijona gnujev. Do marca, na začetku sušne sezone, se približno 1,5 milijona gnujev in 250.000 zeber začne seliti proti severu proti Masai Mari v Keniji. Gnujem se pridružijo navadni eland, zebra in Thomsonova gazela. Aprila in maja črede, ki se selijo, gredo skozi zahodni koridor. Da bi prišli do Masai Mare, morajo črede prečkati reke Grumeti in Mara, kjer čaka okoli 3000 krokodilov. Za vsakega gnuja, ki ga ujamejo krokodili, se jih 50 utopi. Ko se konec oktobra sušna sezona konča, se črede selitve začnejo vračati proti jugu. Približno 250.000 gnujev in 30.000 zeber letno umre zaradi utopitve, plenilstva, izčrpanosti, žeje ali bolezni.

## Uprava in zaščita
Organizacija Združenih narodov za izobraževanje, znanost in kulturo je park uvrstila na seznam svetovne dediščine. Po sistemu, ki ga je razvila Mednarodna zveza za varstvo narave, je določeno kot zavarovano območje kategorije II, kar pomeni, da ga je treba upravljati za zaščito ekosistema oziroma ekoloških procesov.
Upravni organ za vse parke v Tanzaniji je Uprava za nacionalne parke Tanzanije ( Tanzania National Parks Authority). Myles Turner je bil eden prvih lovcev v parku in je zaslužen za obvladovanje divjega lova.

## Grožnje
Krčenje gozdov v regiji Mau gozdov je spremenilo hidrologijo reke Mara. Obstajajo invazivne vrste rastlin, kot so siamski plevel (Chromolaena odorata), opuncija, beli vratič (Tanacetum parthenium) in Tithonia diversifolia ter Tithonia rotundifolia. Človeška populacija na zahodni strani parka raste. Raste tudi raba živine, kar je povečalo količino zemlje, predane kmetovanju in reji. Približno 200.000 živali ubijejo vsako leto zaradi krivolova.

## Safari
Safari v jeziku Kiswahili enostavno pomeni »potovanje«, vendar pa je ta beseda postala sinonim za avanturo v divjini Afrike.
Znano je, da ima Tanzanija prekrasne rezervate polne divjih živali, a vendarle obstaja še nekaj predsodkov o tej južni sosedi Kenije. Res je, da če gledamo prihodek na prebivalca Tanzanija sodi med najbolj revne države na svetu. Dejstvo je, da lahko prehrani svoje prebivalstvo in da je od razglasitve neodvisnosti ena izmed najbolj stabilnih držav v Afriki. V primerjavi z bogatejšimi sosednjimi državami nudi več varnosti tako prebivalcem kot tudi obiskovalcem.
V preteklosti turizem ni bil pomemben del Tanzanijskega gospodarstva in je zelo malo ljudi obiskovalo to državo. Na neki način je to prispevalo k ohranitvi narave, in sedaj se vlagajo veliko truda, da bi se okolje v narodnih parkih ohranilo za bodoče naraščaje.
Danes se nekaj področij turističnih dejavnosti dobro razvija, zgradili so udobne hotele mednarodno visokega kakovostnega razreda, odprli so tudi nekaj kampov za tarborjenje.